# Gottfried Winkler

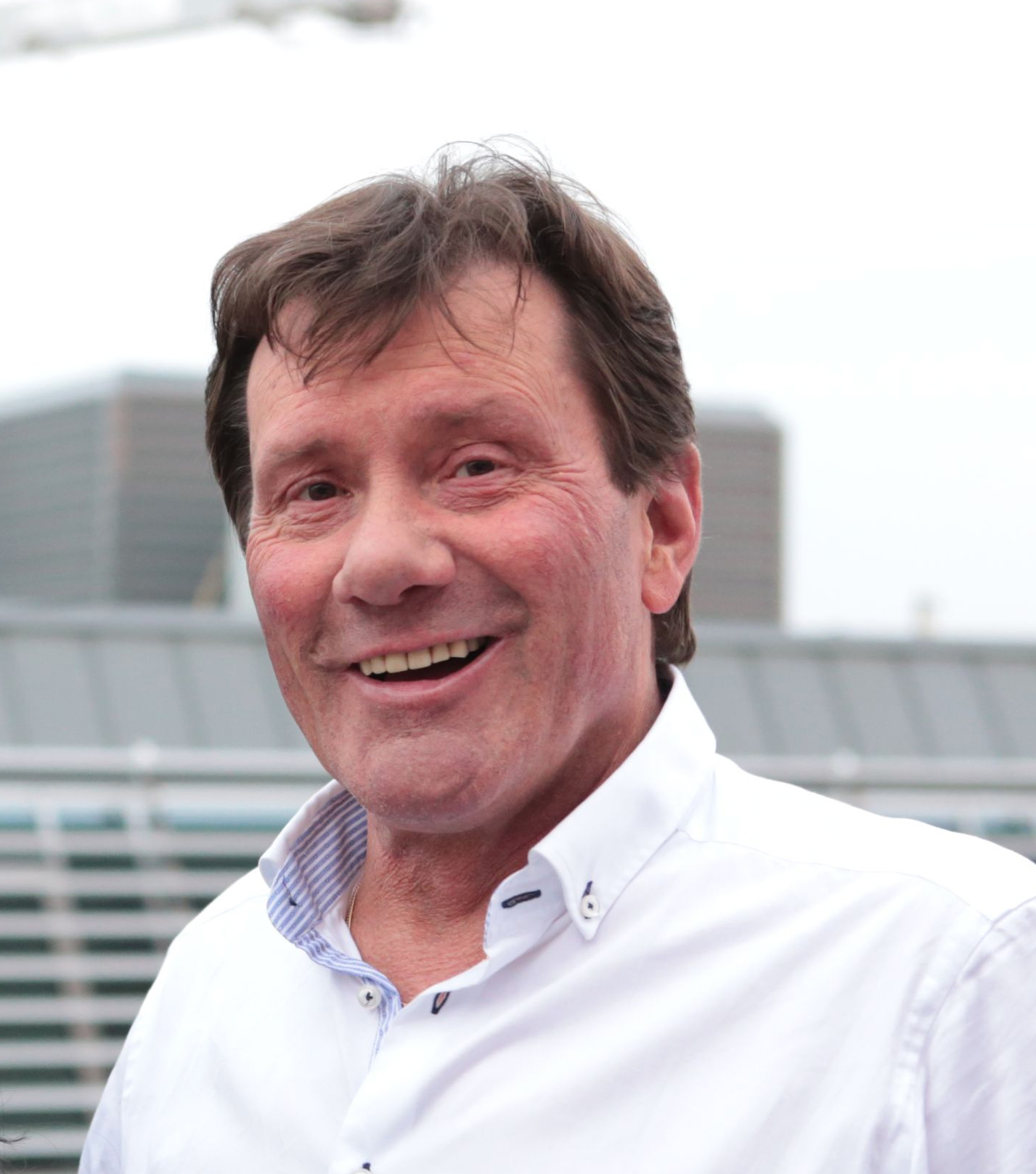
Gottfried Winkler (2015)

Gottfried Winkler (* 13. März 1956 in Wartberg ob der Aist) ist ein österreichischer Gewerkschaftsfunktionär. Bis zum 5. Dezember 2016 war Winkler Vorsitzender der Verkehrs- und Dienstleistungsgewerkschaft vida. Er gehört der Fraktion Sozialdemokratischer GewerkschafterInnen (FSG) an.
Er ist stellvertretender Zentralbetriebsratsvorsitzender der ÖBB-Infrastruktur, bis Oktober 2015 hatte er den Vorsitz dieses Gremiums inne. Außerdem ist Winkler Vorstandsmitglied des Österreichischen Gewerkschaftsbundes. Als Personalvertreter ist Mitglied des Aufsichtsrates der ÖBB-Holding und der ÖBB Infrastruktur Betrieb AG.
Von 2001 bis 2006 war er Aufsichtsratsvorsitzender der Österreichischen Beamtenversicherung, seit 2006 ist Winkler Obmann der Versicherungsanstalt für Eisenbahnen und Bergbau.

## Leben
Gottfried Winkler erlernte den Beruf eines Elektroinstallateurs und trat 1974 in den Verschubdienst bei den ÖBB ein. Seit dem Jahr 1985 ist er in der Gewerkschaft tätig.
Von 2003 bis 2006 war er stellvertretender Vorsitzender der Gewerkschaft der Eisenbahner (GdE).
Nach Zusammenschluss der GdE mit der Gewerkschaft Hotel, Gastgewerbe, Persönlicher Dienst (HGPD) sowie der Gewerkschaft Handel, Transport, Verkehr (HTV) zur Verkehrs- und Dienstleistungsgewerkschaft vida fungierte Winkler von 2007 bis 2011 als stellvertretender Vorsitzender der vida-Sektion Verkehr sowie als Vorsitzender der Bundesfachgruppe Schiene.
Am 6. November 2014 wurde Winkler zum Vorsitzenden der Gewerkschaft vida gewählt. Diese Funktion hatte er geschäftsführend bereits seit Dezember 2012 inne.
Neben seinen gewerkschaftlichen Funktionen ist Winkler als Laienrichter im Sinne des Arbeits- und Sozialgerichtsgesetzes (ASGG) am Obersten Gerichtshof tätig.
Bei der Betriebsratswahl der ÖBB-Infrastruktur im Juni 2015 erreichte die FSG mit Winkler als Spitzenkandidat ihr historisch bestes Wahlergebnis mit 95,11 % der Stimmen.
Am 22. Oktober 2015 folgte Günter Blumthaler Winkler als Vorsitzender des Zentralbetriebsrates der ÖBB Infrastruktur AG nach.